# 愛知県立名古屋盲学校
愛知県立名古屋盲学校（あいちけんりつ なごやもうがっこう）は、愛知県名古屋市千種区北千種一丁目にある公立盲学校。

## 設置学部
- 幼稚部
- 小学部
- 中学部
- 高等部

## 校訓
- 「立派な人間になれ　その上で職業的能力を身につけよ」

## 歴史
- 1901年（明治34年）4月1日 - 私立名古屋盲学校設立
- 1933年（昭和8年）3月30日 - 愛知県に移管。愛知県盲学校と改称
- 1948年（昭和23年）11月1日 - 愛知県立名古屋盲学校と改称、高等部を設置
- 1949年（昭和24年） - 現在地に移転